# Adelaide United (Frauenfußball)
Adelaide United Women ist ein australisches Frauenfußballteam aus Adelaide, South Australia. Das Profiteam wurde im Jahr 2008 gegründet und spielt in der A-League Women, der höchsten Frauenfußballliga des Landes. Das Team gehört zum Fußballverein Adelaide United FC, dessen Profi-Männermannschaft in der A-League spielt.

## Geschichte

### 2008/09 – Gründung und erste Saison
Im Jahr 2008 gründete der australische Fußballdachverband (FFA) die erste Frauenprofiliga. Im gleichen Jahr wurde die Frauenmannschaft des Adelaide United FC aufgestellt und trat als eines der acht Gründungsmitglieder der neuen Liga bei. Das Traineramt übernahm der ehemalige australische Fußballspieler Michael Barnett. Mit nur zwei Siegen, einem Unentschieden und sieben Niederlagen wurde das Team am Ende der ersten Saison Tabellenletzter.

### 2009 – Zweite Saison
Nach der enttäuschenden vorherigen Saison wurde die Mannschaft personell deutlich verändert. Der Erfolg blieb jedoch auch in dieser Saison aus und dem Team gelang kein einziger Sieg in den gesamten zehn Ligaspielen. Somit konnte Adelaid United nur insgesamt drei Punkte in drei Unentschieden holen und wurde, mit einem Punkt Vorsprung, Vorletzter vor den noch schwächeren New Castle Jets.

### 2010/11 – Dritte Saison
Auch die dritte Saison in der W-League war von Seiten des Vereins enttäuschend. Das Team verlor alle zehn Ligaspiele und wurde erneut Tabellenletzter.

### 2011/12 und 2012/13 – Vierte und Fünfte Saison
Nach drei Saisons am Tabellenende wurde Michael Barnett entlassen und David Edmondson neuer Trainer des Teams. Jedoch konnte auch der neue Trainer die schlechten Leistungen nicht verbessern und so endete auch diese Saison mit dem letzten Tabellenplatz. Die anschließende Saison 2012/13 verlief ebenfalls nicht besser und das Team wurde erneut Letzter. Damit ist Adelaide United die schwächste Mannschaft seit Beginn der W-League.

### 2013/14 – Sechste Saison
Mit Beginn der neuen Spielzeit wechselte der Trainer. Neuer Trainer wurde der ehemalige australische Nationalspieler Ross Aloisi. Das Team erreichte am Ende der Saison den sechsten Tabellenplatz.

### 2014 – Siebente Saison
Auch in der Saison 2014 konnte die Mannschaft nicht an die Topteams der Liga anschließen und wurde mit einem siebten Platz Tabellenvorletzter.

### 2015/16 – Achte Saison
In der Saison der Spielzeit wurde Jamie Harnwell neuer Trainer und die Mannschaft konnte die Saison mit einem fünften Platz beenden.

### 2016/17 – Neunte Saison
Auf Jamie Harnwell folgte als Trainer Huss Skenderović. Adelaide United erreichte den sechsten Platz.

### 2017/18 – Zehnte Saison
Zur Spielzeit 2017/18 wechselte erneut der Trainer; unter Ivan Karlović musste sich die Mannschaft mit dem neunten Platz zufriedengeben.

### 2018/19 – Elfte Saison
Die Mannschaft schaffte es auf den sechsten Platz der Liga. Top-Scorerin war mit 9 Toren die US-amerikanische Spielerin Veronica Latsko.

### 2019/20 – Zwölfte Saison
Auch in der letzten Saison unter Ivan Karlović schaffte es die Mannschaft nicht, sich aus der unteren Tabellenhälfte nach oben zu arbeiten und schaffte es mit zwei Siegen, einem Unentschieden und neun Niederlagen nur auf den achten Platz.

### 2020/21 – Dreizehnte Saison
Unter dem neuen Trainer Adrian Stenta verbesserte sich die Mannschaft auf den fünften Platz.

### 2021/22 – Vierzehnte Saison
In der Spielzeit 2021/22 verbesserte sich das Team weiter. Trotz der Erweiterung der Liga auf zehn Teams, schaffte es die Mannschaft, bei neun Siegen und fünf Niederlagen den dritten Platz und die Finalrunde zu erreichen.

### 2022/23 – Fünfzehnte Saison
2022/23 konnte das Team von Adrian Stenta seine Leistung aus der Vorsaison nicht halten und rutschte ab auf den achten Platz, der auf elf Teams erweiterten Liga.

### 2023/24 – Sechzehnte Saison
Die Spielzeit 2023/24 brachte für die Mannschaft von Adelaide United keine Verbesserung. Sie schaffte es mit vier Siegen, 3 Unentschieden und 15 Niederlagen nur auf den letzten Platz der mittlerweile zwölf Teams umfassenden Liga.